# Kuzey Yıldızı İlk Aşk
Kuzey Yıldızı İlk Aşk es una serie de televisión turca de 2019 producida por Süreç Film para Show TV.

## Trama
Kuzey creció en un pueblo rural donde la vida era simple. Pero no pudo escapar del atractivo de la ciudad, y habiéndose mudado para estudiar cuando era joven, decidió quedarse y construir una nueva vida para sí mismo. Se enamoró, consiguió un gran trabajo y tuvo tres hijas. Pero, de repente, su mundo se derrumba cuando su esposa lo abandona, dejándolo en la calle. Sin dinero y con tres hijas adolescentes que cuidar, no le queda más remedio que regresar a la casa de su infancia y pedir perdón a la comunidad que rechazó. Aunque tiene que trabajar duro para ganarse a los aldeanos, y para convencer a sus hijas adolescentes de que se adapten a la vida en el campo, hay una luz al final del túnel para Kuzey gracias a Yildiz, su novia de la infancia con la que estaba destinado a casarse. Pero ganársela podría ser su mayor desafío hasta el momento. 

## Elenco
- Ismail Demirci es Kuzey Mollaoglu.
- Aslihan Guner es Yildiz Kadioglu Mollaoglu.
- Toygan Avanoglu es Sefer Kadioglu.
- Gizem Günes es Feride Mollaoglu.
- Berfin Nilsu Aktas es Gokce Mollaoglu.
- Aslihan Kapanşahin es Mina Mollaoglu.
- Merve Sen es Nahide Kadıoglu.
- Ecem Calhan es Kamer Mollaoglu Kadıoglu.
- Burak Can es Poyraz Kadioglu.
- Inan Yilmaz es Ruhi.
- Can Kiziltug es Osman Simsek.
- Korcan Kol es Emin Simsek.
- Sukru Third es Sukru.
- Yüksel Tamer Birinci es Deli Bedri.
- Can Karakoç es Mete Güler.
- Halil İbrahim Kurum es Halil İbrahim.
- Asel Yılmaz es Derin Su Kadıoğlu.
- Gökdeniz Hazar es Güney Mollaoğlu.

## Temporadas
| Temporada | Temporada | Episodios | Rango de episodios | Emisión original          | Emisión original     |
| Temporada | Temporada | Episodios | Rango de episodios | Inicio                    | Final                |
| --------- | --------- | --------- | ------------------ | ------------------------- | -------------------- |
|           | 1         | 29        | 1 - 29             | 14 de septiembre del 2019 | 13 de junio del 2020 |
|           | 2         | 35        | 30 - 64            | 5 de septiembre del 2020  | 15 de mayo del 2021  |